# Aphis patriniae
Aphis patriniae är en insektsart. Aphis patriniae ingår i släktet Aphis och familjen långrörsbladlöss. Inga underarter finns listade i Catalogue of Life.